# Signoretia tagalica
Signoretia tagalica är en insektsart som beskrevs av Baker 1915. Signoretia tagalica ingår i släktet Signoretia och familjen dvärgstritar. Inga underarter finns listade i Catalogue of Life.